# Emanuele Troise
Emanuele Troise (Nápoles, Italia, 10 de febrero de 1979) es un exfutbolista y entrenador italiano. Jugaba de defensa y actualmente entrena al S. S. Arezzo de la Serie C de Italia.

## Trayectoria

### Como futbolista
Se formó en las divisiones juveniles del club principal de su ciudad natal, el Napoli, siendo incorporado al primer equipo en 1998 y debutando el 22 de noviembre de 1999 ante la Sampdoria. Permaneció con los azzurri napolitanos durante cuatro temporadas.
Posteriormente, jugó en las filas del Bologna, en la Serie A, y con Ternana, Salernitana, Foggia, Cavese y Città di Marino, donde concluyó su carrera de futbolista en 2012. También tuvo una experiencia en el extranjero, concretamente en la liga griega, donde defendió los colores del Panthrakikos de Komotini durante dos temporadas (desde 2008 a 2010).

### Como entrenador
En julio de 2020 debutó como entrenador en el banquillo del Mantova de la Serie C, tras ganar experiencia como segundo entrenador del Latina y de las divisiones juveniles de Casertana y Bologna.
En noviembre de 2023 fue contratado por la Cavese de la Serie D.

## Selección nacional
Ha sido internacional con la selección sub-21 de Italia en nueve ocasiones.

## Clubes

### Como futbolista
| Club                   | País   | Año       |
| ---------------------- | ------ | --------- |
| S. S. C. Napoli        | Italia | 1998-2003 |
| Bologna F. C.          | Italia | 2003-2004 |
| Ternana Calcio         | Italia | 2004-2007 |
| Salernitana Calcio     | Italia | 2007-2008 |
| A. P. S. Panthrakikos  | Grecia | 2008-2010 |
| U. S. Foggia           | Italia | 2010      |
| S. S. Cavese           | Italia | 2010-2011 |
| Città di Marino Calcio | Italia | 2011-2012 |

### Como entrenador
| Club         | País   | Año       |
| ------------ | ------ | --------- |
| Mantova 1911 | Italia | 2020-2021 |
| Cavese 1919  | Italia | 2021-2023 |
| Rimini F. C. | Italia | 2023-2024 |
| S. S. Arezzo | Italia | 2024-act. |